# واقع‌گرایی عاملی
بر اساس نظریه واقع‌گرایی عاملی کارن باراد، جهان شامل پدیده‌هایی است که عبارتند از «تفکیک‌ناپذیری هستی شناختی عامل‌های درون کنش کننده». درون کنش (به انگلیسی Intra-action)، نوواژه‌ای که باراد معرفی کرد، به چالشی مهم برای متافیزیک فردگرا اشاره دارد. از نظر باراد، پدیده‌ها یا اشیا مقدم بر کنش متقابلشان نیستند، بلکه «اشیاء» از طریق درون کنش‌های خاص پدیدار می‌شوند؛ بنابراین، دستگاه‌هایی که پدیده‌ها را تولید می‌کنند، مجموعه‌ای از انسان‌ها و غیرانسان‌ها نیستند (مانند نظریه شبکه کنشگر). بلکه شرط امکان‌پذیری «انسان» و «غیر انسان» هستند، نه صرفاً به عنوان مفاهیم عقیدتی، بلکه در مادیتشان چنین هستند. دستگاه‌ها از این جهت «مادی-گفتمانی» هستند که معانی معین و موجودات مادی را تولید می‌کنند و در عین حال تولید دیگران را کنار می‌گذارند؛ بنابراین، آنچه مادی معنا می‌شود در واقع همیشه مادی-گفتمانی است. باراد از فیزیکدانی به نام نیلز بور، یکی از بنیانگذاران فیزیک کوانتومی الهام گرفته‌است. رئالیسم عاملی باراد در آن واحد یک نظریه معرفت‌شناسی (نظریه شناخت)، یک هستی‌شناسی (نظریه هستی) و یک دیدگه اخلاقی به‌شمار می‌رود. برای این منظور، باراد از اصطلاح هستی-معرفت‌شناسی استفاده می‌کند. از آنجا که کردارهای معرفت‌شناختی، پیامدهای اخلاقی دارند، با استثنا قایل شدن برای انواع دیگر مادیت، کردارهای هست-معرفت‌شناختی همیشه به نوبه خود هستی-اخلاقی-معرفت‌شناختی هستند.
بسیاری از کارهای علمی باراد حول مفهوم «واقعگرایی عاملی» می‌چرخد و نظریه‌های آنها برای بسیاری از زمینه‌های دانشگاهی از جمله مطالعات علم، STS (علم، فناوری و جامعه)، علم فن آوری فمینیستی، فلسفه علم، نظریه فمینیستی، اهمیت دارد. و البته علاوه بر فیزیک بور، کار وی تا حد زیادی از آثار میشل فوکو و جودیت باتلر استفاده می‌کند، همان‌طور که در مقاله تأثیرگذارش در مجلیه فمینیستی تفاوت‌ها ، بیان شده‌است «واقعی شدن: کردار فنی و مادی شدن واقعیت» نشان داده شده‌است.
آموزش اولیه باراد در فیزیک نظری بود. کتاب وی، ملاقات با جهان در نیمه راه، (۲۰۰۷)، شامل بحث‌های عمیقی در مورد آزمایش‌های اشترن-گرلاخ، نابرابری‌های بل، آزمایش‌های پاک کن کوانتومی با انتخاب تأخیری، قضیه کوشن-اسپکر و موضوعات دیگر در فیزیک کوانتومی از دیدگاه نئوبوری باراد است. . باراد در این کتاب همچنین استدلال می‌کند که «رئالیسم عاملی» برای تحلیل ادبیات، نابرابری‌های اجتماعی و بسیاری موارد دیگر مفید است. این ادعا مبتنی بر این واقعیت است که رئالیسم عاملی باراد راهی برای درک سیاست، اخلاق و عاملیت هر کنش مشاهده و در واقع هر نوع کردار معرفتی است. به گفته باراد، شیوه عمیقاً پیوندی که همه چیز با هر چیز دیگری درهم آمیخته‌است به این معنی است که در هر کنش مشاهده ای بین آنچه شامل و استثنامی شود در آنچه در نظر گرفته می‌شود، «برشی» ایجاد می‌کند. هیچ چیز ذاتاً از هیچ چیز دیگری جدا نیست، اما جدایی‌ها به‌طور موقت اعمال می‌شوند تا بتوان چیزی را به اندازه کافی برای کسب دانش در مورد آن بررسی کرد. این دیدگاه از دانش برای تفکر در مورد اینکه چگونه فرهنگ و عادات فکری می‌تواند برخی چیزها را قابل مشاهده و نادیده گرفتن سایر چیزها را آسان‌تر کند یا کاری کند که برخی هرگز دیده نشوند، چارچوبی فراهم می‌کند. به همین دلیل، به گفته باراد، واقع‌گرایی عاملی برای هر نوع تحلیل فمینیستی مفید است، حتی اگر ارتباط با علم آشکار نباشد.
چارچوب باراد چندین استدلال دیگر را مطرح می‌کند و برخی از آنها بخشی از گرایش‌های بزرگ‌تر در زمینه‌هایی مانند مطالعات علم و فن‌شناسی فمینیستی هستند:
- آنها عاملیت را به عنوان یک رابطه تعریف می‌کنند و نه به عنوان چیزی که شخص «دارا» است.
- دانشمند همیشه بخشی از دستگاه است و باید درک کند که مشارکت او برای صحیح تر و دقیق تر کردن کار علمی لازم است. این با این دیدگاه متفاوت است که نقدهای سیاسی علم به دنبال تضعیف اعتبار علم هستند. در عوض، باراد استدلال می‌کند که این نوع نقد در واقع علم بهتر و معتبرتر را به همراه دارد.
- آنها استدلال می‌کنند که سیاست و مسائل اخلاقی همیشه بخشی از کار علمی هستند و تنها به دلیل شرایط تاریخی خاص مردم تشویق می شوندکه آن ارتباطات را نبینند، جدا به نظر می‌رسند. آنها از مثال اخلاق تولید سلاح‌های هسته‌ای برای استدلال این موضوع استفاده می‌کنند که اخلاق و سیاست بخشی از چگونگی توسعه و درک سلاح‌های هسته‌ای هستند و در نتیجه بخشی از علم هستند و نه صرفاً «فلسفه یا اخلاق علم». این با دیدگاه معمولی که می‌توان برای علمی عاری از سیاست و بدون تعصب تلاش کرد، متفاوت است.
- با این وجود، آنها علیه نسبیت‌گرایی اخلاقی موضع‌گیری می‌کنند، زیرا به گفته باراد، جنبه‌های «انسانی» علم را بهانه‌ای برای این تلقی قرار می‌دهد که همه دانش‌ها و همه چارچوب‌های اخلاقی به یک اندازه نادرست هستند. آنها از نمایشنامه کپنهاگ مایکل فرین به عنوان نمونه ای از نوع نسبی گرایی اخلاقی استفاده می‌کنند که آن را مشکل ساز می‌دانند.
- آنها همچنین این ایده را رد می‌کنند که علم «فقط» یک بازی زبانی یا مجموعه‌ای از داستان‌های تخیلی است که فقط توسط ساختارها و مفاهیم انسانی تولید می‌شوند. اگرچه دانشمند بخشی از «درون کنش» آزمایش است، اما انسان‌ها (و سازه‌های فرهنگی آنها) کنترل کاملی بر هر چیزی که اتفاق می‌افتد ندارند. باراد این نکته را با بیان این نکته بیان می‌کند که در کتاب «واقعی شدن» می‌گوید که اگرچه دانشمندان دانش دربارهٔ جهان را شکل می‌دهند، اما نمی‌توان شیوه «بازگشت» جهان را نادیده گرفت.

این نکات در مورد علم، عاملیت، اخلاق و دانش نشان می‌دهد که کار باراد شبیه پروژه‌های سایر محققان مطالعات علم مانند برونو لاتور، دانا هاراوی، اندرو پیکرینگ و اولین فاکس کلر است. مفهوم باراد از «پدیده» نیز با مفاهیم مشابه در آثار ایان هکینگ و نانسی کارترایت مقایسه شده‌است.
آثار باراد عموماً در دانش فنی فمینیستی بیشتر مورد استقبال قرار گرفته‌است تا در جریان اصلی علم، فناوری و مطالعات جامعه (STS).